# روبرت بنزن
روبرت بُنْزِن (بالألمانية: Robert Bunsen)‏ هو كيميائي ألماني عاش في الفترة بين (31 مارس 1811 - 16 أغسطس 1899) عرف بأبحاثه في مجال المطيافية، كما اكتشف مع غوستاف روبرت كيرشهوف عنصري السيزيوم (عام 1860) والروبيديوم (عام 1861). طور بنزن العديد من طرائق التحليل الغازية، وكان رائداً في الكيمياء الضوئية، كما ساهم في بدايات كيمياء الزرنيخ العضوية، بالإضافة إلى تطويره للمعدات المخبرية، والتي من بينها موقد بنزن.

## حياته
ولد روبرت فيلهلم بنزن في 31 مارس 1811 في غوتينغن في ألمانيا كابن أصغر لأستاذ جامعي ومدير مكتب جامعة غوتينغن.
بدأ روبرت بنزن دراسته في الكيمياء، وحصل على الدكتوراه في عام 1831. بعد التخرج سافر في ألمانيا وفرنسا والنمسا حيث التقى مع فريدريك رونغه ويوستوس فون ليبيغ.

## مهنته الأكاديمية
في عام 1833 أصبح بنزن محاضراً في غوتينغن وبدأ دراسات تجريبية لذوبان الأملاح المعدنية مع حمض الزرنيخ الثلاثي أو عدمه. لا يزال اكتشافه لاستخدام هيدرات أكسيد الحديد كعامل ترسيب اليوم هو الترياق الأكثر فعالية ضد التسمم بالزرنيخ. وتم إجراء هذا البحث متعدد التخصصات ونشره بالتعاون مع الطبيب أرنولد أدولف بيرتولد. في عام 1836، خلف بنزن فريدرش فولر في مدرسة البوليتكنيك في كاسل ((بالألمانية: Baugewerkschule Kassel)‏). قام بنزن بالتدريس هناك لمدة ثلاث سنوات، ثم قبل استاذاً مشاركاً في جامعة ماربورغ، حيث واصل دراسته على مشتقات كاكوديل. وتمت ترقيته إلى الأستاذية الكاملة في عام 1841. بينما في جامعة ماربورغ، شارك بنزن في بعثة 1846 للتحقيق في براكين أيسلندا.
جلبت له أعماله إشادة سريعة وعريضة، جزئياً لأن كاكوديل، وهو شديد السمية ويخضع للاحتراق التلقائي في الهواء الجاف، يصعب العمل معه. توفي بنزن تقريباً من التسمم بالزرنيخ، وكان انفجار الكاكوديل قد كلفه البصر في عينه اليمنى. في عام 1841، أنشأ [14] بنزن بطارية خلية بنزن، مستخدماً قطباً كربوناً بدلاً من قطب البلاتين الباهظ الذي استخدم في خلية الكيميائي وليام روبرت جروف. في وقت مبكر من عام 1851 قبل استاذاً في جامعة فروتسواف، حيث كان يدرس لمدة ثلاثة فصول دراسية.
في أواخر عام 1852، أصبح بنزن خليفة ليوبولد غملين في جامعة هايدلبرغ. هناك استخدم التحليل الكهربائي لإنتاج المعادن النقية، مثل الكروم والمغنيسيوم والألمنيوم والمنغنيز والصوديوم والباريوم والكالسيوم والليثيوم. بدأ تعاون طويل مع هنري إنفيلد روسكو في عام 1852، حيث درسوا التكوين الكيميائي الضوئي لكلوريد الهيدروجين (HCl) من الهيدروجين والكلور. من هذا العمل، نشأ قانون المعاملة بالمثل من بنزن وروسكو. أوقف عمله مع روسكو في عام 1859 وانضم إلى غوستاف كيرشوف لدراسة أطياف الانبعاثات من العناصر الساخنة، وهي منطقة بحثية تسمى تحليل الطيف. لهذا العمل، كان بنزن ومساعده المعمل، بيتر ديساغا، قد أتقن حرق الغاز الخاص بحلول عام 1855، والذي تأثر بالنماذج السابقة. إن التصميم الأحدث لـ بنزن وديساغا، اللذان يوفران شعلة ساخنة ونظيفة، يطلق عليهالآن ببساطة "موقد بنزن"، وهو من المعدات المختبرية الشائعة.
و قد كانت هناك دراسات سابقة عن الألوان المميزة للعناصر المدفئة، ولكن لا شيء منهجي. وفي صيف عام 1859، اقترح كيرشوف على بنزن أنه يجب أن يحاول تشكيل أطياف موشورية لهذه الألوان. بحلول شهر أكتوبر من ذلك العام، اخترع العالمان أداة مناسبة، مطياف نموذج أولي. وباستخدامها، كانا قادرين على تحديد الأطياف المميزة للصوديوم والليثيوم والبوتاسيوم. بعد العديد من التنقيات الشاقة، أثبت بنزن أن العينات عالية النقاء أعطت أطياف فريدة من نوعها. وفي سياق هذا العمل، كشف بنزن عن خطوط انبعاث طيفية زرقاء جديدة لم تكن معروفة من قبل في عينات من المياه المعدنية من باد دوركهايم. وقال إن هذه الخطوط تشير إلى وجود عنصر كيميائي غير مكتشف. بعد تقطير دقيق لأربعين طناً من هذه المياه، تمكن في ربيع عام 1860 من عزل 17 غراماً من عنصر جديد. أطلق عليها اسم "السيزيوم"، وهي كلمة لاتينية تشير للون الأزرق العميق. في السنة التالية اكتشف الروبيديوم، من خلال عملية مماثلة.
في عام 1860، تم انتخاب بنزن عضواً أجنبياً في الأكاديمية الملكية السويدية للعلوم.
في عام 1877، كان روبرت بنزن جنباً إلى جنب مع غوستاف روبرت كيرشوف أول المستفيدين من ديفي ميدل المرموقة «لأبحاثهم والاكتشافات في تحليل الطيف».

### تقاعده ووفاته
تقاعد بنزن عن عمر 78 عام، ونقل عمله بشكل كامل إلى الجيولوجيا والتعدين. وتوفي في هايدلبرغ عن عمر 88 عاما.

## اقرأ أيضاً
- إيميل كنوفيناغل
- كارل ياكوب لوفيغ
- تفاعل بنزن

## روابط خارجية
- روبرت بنزن على موقع الموسوعة البريطانية (الإنجليزية)
- روبرت بنزن على موقع الموسوعة البريطانية (الإنجليزية)
- روبرت بنزن على موقع إن إن دي بي (الإنجليزية)